# Heaven: To the Land of Happiness
Pour plus de détails, voir Fiche technique et Distribution.
Heaven: To the Land of Happiness (hangeul : 헤븐: 행복의 나라로 ; RR : Hebeun: haengbogui nararo, littéralement « Le ciel : au pays du bonheur ») est un film sud-coréen réalisé par Im Sang-soo et sorti en 2021.
il est sélectionné en compétition officielle et a reçu le label au festival de Cannes 2020, avant son annulation en raison du confinement en France. Il fait ensuite l'ouverture du festival international du film de Busan 2021.

## Synopsis
Quand un évadé de prison, nommé "203", étant pressé, et un patient, nommé Nam-sik, sans argent, se rencontrent par hasard, ils partent ensemble en voyage, en quête du bonheur.

## Fiche technique
- Titre original : 헤븐: 행복의 나라로
- Titre français : Heaven: To the Land of Happiness
- Réalisation et scénario : Im Sang-soo
- Musique : Kim Hong-jip
- Photographie : Kim Tae-kyung
- Montage : Jung Eun-eun et Kim Hyung-joo
- Production : Kim Won-guk
- Société de production : Hive Media Corp.
- Société de distribution : Lotte Entertainment
- Pays de production :  Corée du Sud
- Langue originale : coréen
- Format : couleur - 35 mm
- Genre : drame
- Durée : 100 minutes
- Date de sortie :
  - Corée du Sud : 6 octobre 2021 (Festival international du film de Busan)

## Distribution
- Choi Min-sik : 203
- Park Hae-il : Nam-sik
- Jo Han-chul
- Im Sung-jae
- Youn Yuh-jung
- Lee El
- Kim Yeo-jin
- Yoon Je-moon
- Jung Min-sung
- Noh Susanna
- Lee Jae-in

## Production
À l'origine, Im Sang-soo avait l'intention de se projeter sur un remake du film allemand Paradis express (Knockin' on Heaven's Door, 1997) de Thomas Jahn, et y a changé beaucoup de choses dans son scénario, suivant l'inspiration.
Le tournage débute le 11 juillet 2019 et se termine ce 19 octobre,.

## Sélection
Sélectionné pour le festival de Cannes 2020, celui-ci est néanmoins annulé du fait du confinement de 2020 en France, mais le film reçoit tout de même un label de la part du festival.

## Distinctions
Sélection
- Label Festival de Cannes 2020